# 比尔·海伍德

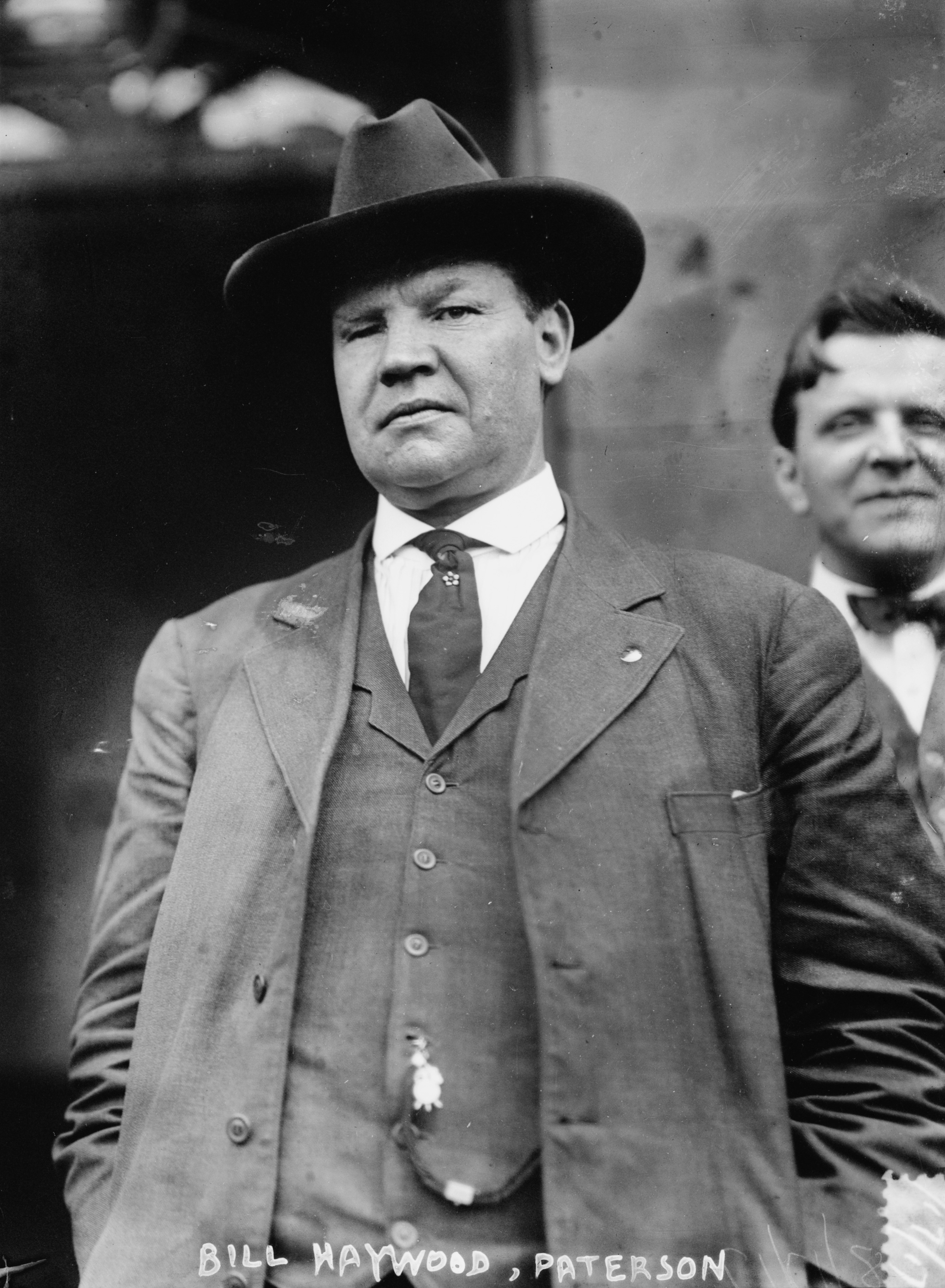
比尔·海伍德，约摄于1913年

威廉·达德利·海伍德（英語：William Dudley Haywood；1869年2月4日—1928年5月18日），绰号“大比尔”，是美国工会活动家、世界产业工人联盟的创始成员和领导人之一，也是美国社会党全国执行委员会委员、美国共产党成员。
9岁时，海伍德在用刀削制弹弓时不慎伤到右眼，导致该眼永久失明；他从未用玻璃义眼替代受损的眼睛，因此在拍照时总是侧头展示左脸。后来，他的叔叔理查德安排他去一处农场做契约劳工，但海伍德并不喜欢这份工作，于是他将自己的名字从“威廉·理查德”改为“威廉·达德利”，以纪念其父亲。15岁时，海伍德在几乎没有受过正规教育的情况下，便开始进入矿井工作；短暂做过牛仔和自耕农后，他于1896年重返采矿业。1886年的干草市场惨案和1894年的普尔曼大罢工等重大事件激发他对劳工运动的兴趣。在20世纪的前20年里，海伍德参与多场重要的劳工斗争，包括科罗拉多劳工战争、1912年劳伦斯纺织业罢工以及马萨诸塞州和新泽西州的其他纺织工人罢工。
海伍德是产业工会主义和工团主义的积极倡导者。工团主义是一种主张将整个产业的所有工人，不论工种和技术水平如何，统一纳入一个工会的劳动理念。这一思想与当时盛行的按手艺划分的工会制度（如美国劳工联合会）形成鲜明对比。他认为，所有族裔的工人都应团结在一起，并主张采取直接行动而非政治途径来推动工人权益。
由于海伍德支持使用暴力手段，他经常成为政府检察机关的打击对象。1907年，他因涉嫌参与弗兰克·斯图能伯格谋杀案而遭起诉，但最终未被定罪。1918年，在第一次红色恐慌期间，他与其他100名世界产业工人联盟成员因参与反战活动而被判入狱20年。1921年，在上诉期间获得保释的海伍德逃往苏联，并在那里度过余生，直至1928年去世。在所有美国人中，只有保罗·弗里曼、约翰·里德、查尔斯·鲁登堡、威廉·福斯特和海伍德5人被安葬于克里姆林宫红场墓园。